# Limenitis colada
Limenitis colada är en fjärilsart som beskrevs av Felder 1867. Limenitis colada ingår i släktet Limenitis och familjen praktfjärilar. Inga underarter finns listade i Catalogue of Life.